# Абеов даждевњак
Абеов даждевњак (лат. Hynobius abei, енгл. Abe's salamander) је водоземац из реда репатих водоземаца (Caudata) и породице  Hynobiidae.

## Распрострањење
Ареал врсте је ограничен на једну државу. Постоји само неколико локалитета на јапанском острву Хоншу које насељава и то су област Таџима у префектури Хјого, полуострво Танго у префектури Кјото и северни део префектуре Фукуј.

## Станиште
Станишта врсте су шуме, бамбусове шуме и слатководна подручја.

## Угроженост
Ова врста је крајње угрожена и у великој опасности од изумирања.